# Albany (Vermont)
Albany és una població dels Estats Units a l'estat de Vermont. Segons el cens del 2000 tenia 840 habitants.

## Demografia
Segons el cens del 2000, Albany tenia 840 habitants, 337 habitatges, i 237 famílies. La densitat de població era de 8,4 habitants per km².
Dels 337 habitatges en un 33,2% hi vivien nens de menys de 18 anys, en un 59,3% hi vivien parelles casades, en un 7,1% dones solteres, i en un 29,4% no eren unitats familiars. En el 24,6% dels habitatges hi vivien persones soles el 6,5% de les quals corresponia a persones de 65 anys o més que vivien soles. El nombre mitjà de persones vivint en cada habitatge era de 2,49 i el nombre mitjà de persones que vivien en cada família era de 2,97.
Per edats la població es repartia de la següent manera: un 26,4% tenia menys de 18 anys, un 6,8% entre 18 i 24, un 27% entre 25 i 44, un 29% de 45 a 60 i un 10,7% 65 anys o més.
L'edat mediana era de 38 anys. Per cada 100 dones de 18 o més anys hi havia 101,3 homes.
La renda mediana per habitatge era de 30.625 $ i la renda mediana per família de 33.750 $. Els homes tenien una renda mediana de 26.094 $ mentre que les dones 20.833 $. La renda per capita de la població era de 15.287 $. Entorn del 14,3% de les famílies i el 15,3% de la població estaven per davall del llindar de pobresa.

## Poblacions més properes
El següent diagrama mostra les poblacions més properes.